# Vtáčkovia, siroty a blázni
Vtáčkovia, siroty a blázni è un film del 1969 diretto da Juraj Jakubisko. Il titolo significa Uccelli, orfani e folli. 
Esempio del cinema della nová vlna, il film è una parabola su tre persone che affrontano un mondo duro e violento e sopravvivono adottando una filosofia di vita infantile vivendo una vita di folle e gioiosa negazione.

## Trama
I tre orfani di guerra Yorick, Martha e Ondrej vivono in un mondo cupo e cinico. Per sopravvivere adottano una filosofia infantile in cui vivono nell'amore e nella gioia e sembrano immuni alla disperazione. Il trio vive con gli uccelli in una surreale chiesa bombardata nel centro di una città.
Yorick intraprende una relazione con Martha e incoraggia Ondrej, ancora vergine, a fare lo stesso. Per facilitare la relazione tra i due, Yorick si fa arrestare e viene mandato in prigione per un anno. Il suo piano ha successo e Ondrej e Martha si innamorano, ma, al suo ritorno dal carcere, Yorick è un uomo cambiato: ha perso la spensieratezza e il "coraggio di essere pazzo". Geloso della relazione nata durante la sua assenza, Yorick uccide Martha, incinta di Ondrej, e poi si suicida.

## Produzione
Il film è stato girato subito dopo l'invasione della Cecoslovacchia da parte del Patto di Varsavia. Le riprese principali si sono svolte nel 1968 in Slovacchia e, in particolare, tra Bratislava, Piestany e Bradlo.

## Distribuzione
Il film è stato presentato in anteprima assoluta agli Incontri internazionali del cinema di Sorrento nel 1969 e poi fuori concorso alla 24ª edizione del Festival di Cannes, ma fu censurato e bandito dalle autorità sovietiche e non avrebbe goduto di una distribuzione su larga scala fino al 1989. Il film è stato distribuito in DVD per la prima volta nel 2009.

## Riconoscimenti
- 1969 – Incontri internazionale del cinema di Sorrento[6]
  - Sirena d'oro
- 1973 – Festival internazionale del film fantastico di Avoriaz
  - Secondo classificato